# Pont de Charlebourg
Le pont de Charlebourg est un pont routier situé dans le département des Hauts-de-Seine, en France. Il franchit la ligne de Paris-Saint-Lazare au Havre. Il tient son nom d'un quartier de La Garenne-Colombes.

## Situation

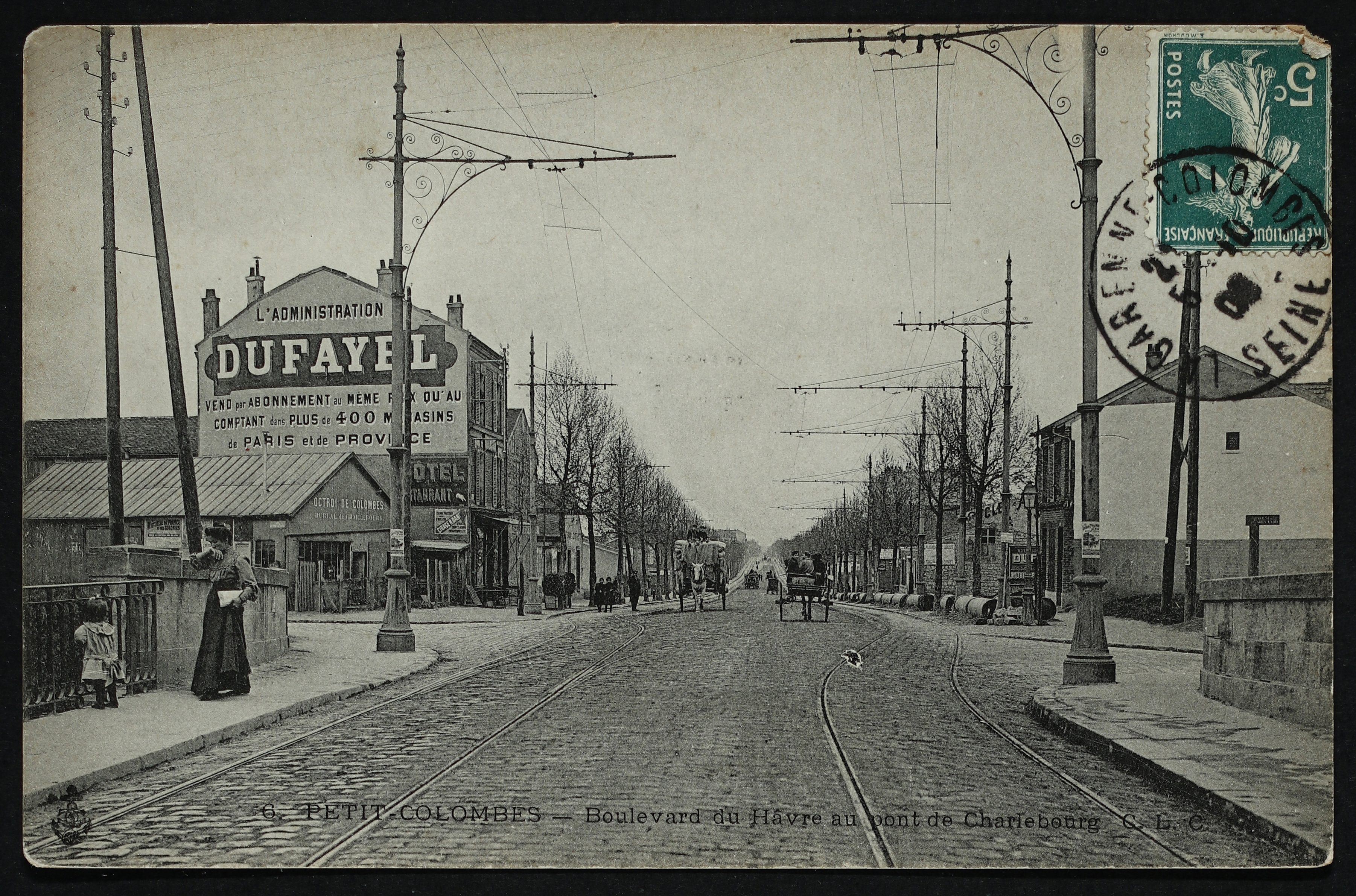
L'ancien boulevard du Havre au pont de Charlebourg, vers 1900.

Il marque la jonction entre le boulevard National à La Garenne-Colombes et le boulevard Charles-de-Gaulle à Colombes.
Sa situation ferroviaire est au niveau de l'embranchement vers la ligne de Paris-Saint-Lazare à Saint-Germain-en-Laye.

Sa desserte est assurée par la gare de La Garenne-Colombes.

## Historique

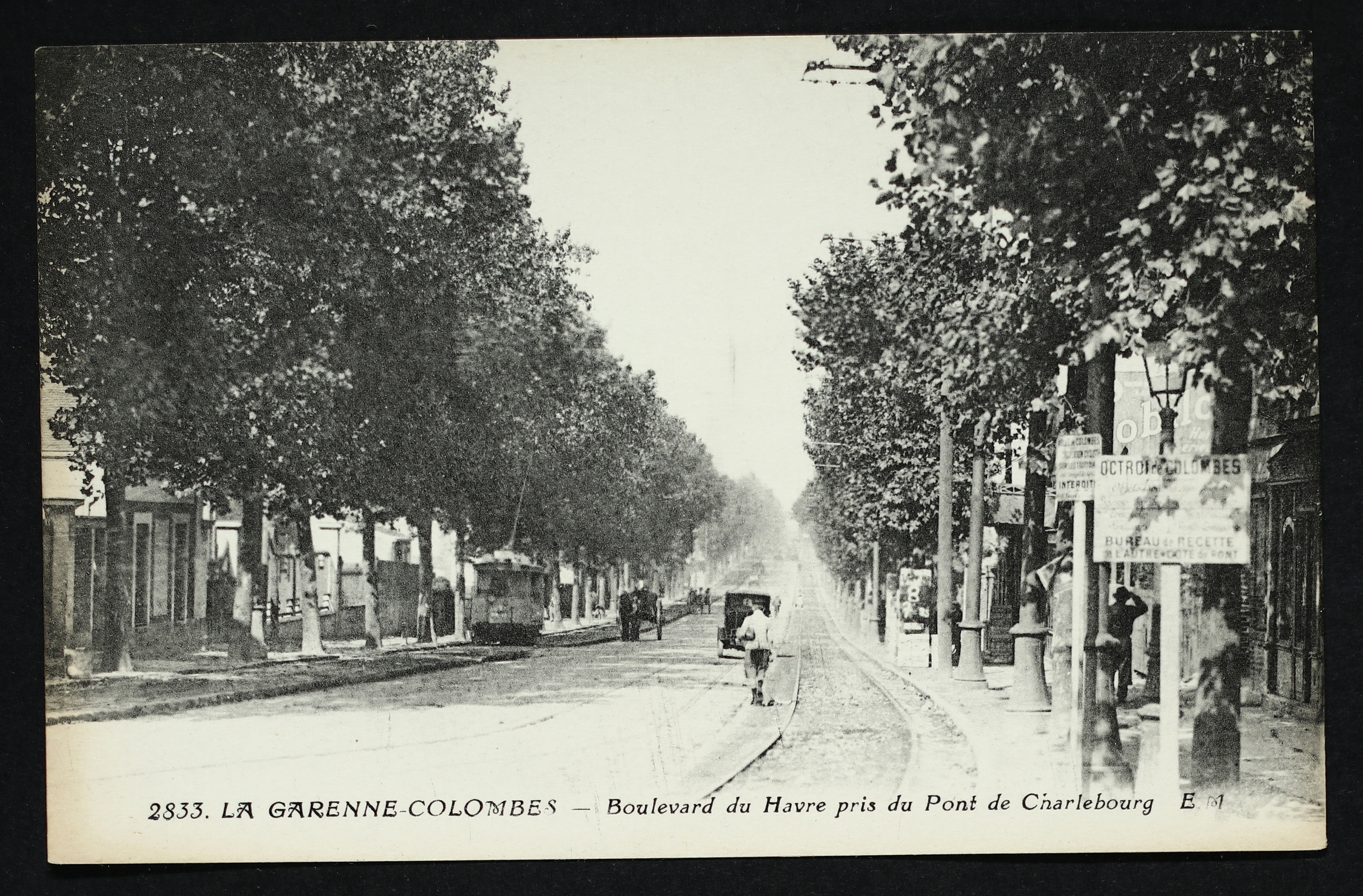
Carte postale du boulevard du Havre pris du pont de Charlebourg.

Des combats de la Libération de Paris s'y déroulèrent. Augustin Rilova y trouva la mort le 20 août 1944, fauché par une rafale de mitraillette. Son corps fut jeté sur les rails. Une plaque à sa mémoire est posée sur le parapet.

En 2012, il est franchi par la ligne 2 du tramway d'Île-de-France et est élargi à cet effet.